# Горгипп (сын Перисада I)
Горгипп (др.-греч. Γοργιππος) — вероятно, сын боспорского царя Перисада I.
О Горгиппе сообщается в датируемой 324 годом до н. э. речи оратора Динарха, заявившего Демосфену обвинения в установке на афинской Агоре медных статуй «тиранов с Понта» Перисада, Сатира и Горгиппа. Некоторые исследователи полагают, что речь в данном случае идёт об одноимённом царе. Однако ряд антиковедов поддержали озвученное в начале XX века мнение британского учёного Э. Миннза о том, что названный Горгипп является одним из сыновей Перисада I. При этом А. А. Завойкин отметил, что в случае тождества двух Горгиппов речь бы шла о возрасте не менее 90 лет, что вряд ли осталось незамеченным античными писателями, в том числе в приписываемом Лукиану трактате «Долговечные». А. М. Новичихин обратил внимание, что для Боспора характерно соправитетельство братьев или же отца с сыновьями. По замечанию И. Е. Сурикова, Горгипп умер раньше Перисада, поэтому не участвовал в развернувшейся после смерти того борьбе братьев за престол. При этом он мог быть не вторым, а первым сыном Перисада, так как древние авторы способны перечислять имена в произвольном, а не хронологическом порядке.
По мнению Новичихина, Горгипп играл существенную роль в политике Спартокидов, раз его статуя вместе со скульптурами отца и старшего брата были установлены Демосфеном на афинской Агоре. Возможно, по предположению Завойкина, Горгипп был наместником в Горгиппии.
Вероятно, сыном Горгиппа был Орхам, о котором известно из обнаруженного в некрополе на Пантикапее золотом амулете.